# 5860 Deankoontz
5860 Deankoontz è un asteroide della fascia principale. Scoperto nel 1981, presenta un'orbita caratterizzata da un semiasse maggiore pari a 2,4265647 UA e da un'eccentricità di 0,1999005, inclinata di 1,52964° rispetto all'eclittica.
L'asteroide è dedicato allo scrittore americano Dean Ray Koontz.